# James Whitmore
Pour les articles homonymes, voir Whitmore.
James Whitmore, né le 1er octobre 1921 à White Plains, dans l'État de New York, et mort le 6 février 2009 à Malibu, en Californie, d'un cancer du poumon à l'âge de 87 ans, est un acteur américain.

## Biographie

### Carrière
Acteur de théâtre à ses débuts, il obtient un Tony Award en 1947. Il est surtout connu pour ses nombreux seconds rôles dans des productions hollywoodiennes qui lui valurent notamment deux nominations aux Oscars, en 1950 pour Battleground, puis en 1976 pour Give 'em Hell, Harry!.
En 2007, il joue le rôle de Milton dans l'épisode 21 (Un homme au tapis) de la saison 7 des Experts.

### Vie personnelle
Marié quatre fois, il a été l'époux des actrices Audra Lindley et Noreen Nash. Il est le père de trois enfants, dont l'acteur et réalisateur James Whitmore Jr.

## Filmographie

### Cinéma
- 1949 : Le Maître du gang (The Undercover Man) de Joseph H. Lewis : George Pappas
- 1949 : Bastogne (Battleground) de William A. Wellman : Sgt. Kinnie
- 1950 : Le Convoi maudit (The Outriders) de Roy Rowland : Clint Priest
- 1950 : J'ai trois amours (Please Believe Me) de Norman Taurog : Vincent Maran
- 1950 : Quand la ville dort (The Asphalt Jungle) de John Huston : Gus Minissi
- 1950 : La Voix que vous allez entendre (The Next Voice You Hear...) de William A. Wellman : Joe Smith, American
- 1950 : Mrs. O'Malley and Mr. Malone de Norman Taurog : John J. Malone
- 1951 : La Charge victorieuse (The Red Badge of Courage) de John Huston : Le narrateur
- 1951 : Au-delà du Missouri (Across the Wide Missouri) de William A. Wellman : Vieux Bill
- 1951 : Angels in the Outfield de Clarence Brown : Voix de l'ange
- 1951 : It's a Big Country : Mr. Stacey
- 1952 : Shadow in the Sky (en) de Fred M. Wilcox : Lou Hopke
- 1952 : Tu es à moi (Because You're Mine) d'Alexander Hall : Sergent Batterson
- 1952 : Le Grand Secret (Above and Beyond), de Melvin Frank et Norman Panama : Maj. William Uanna (Officier de sécurité, Operation Silverplate)
- 1953 : La Fille qui avait tout (The Girl Who Had Everything) de Richard Thorpe : Charles 'Chico' Menlow
- 1953 : La Perle noire (All the Brothers Were Valiant) de Richard Thorpe : Fetcher
- 1953 : Embrasse-moi, chérie (Kiss Me Kate) de George Sidney : Slug
- 1953 : Le Vol du diamant bleu (en) (The Great Diamond Robbery) de Robert Z. Leonard : Mr. Remlick, avocat
- 1954 : La poursuite dura sept jours (The Command) de David Butler : Sgt. Elliott
- 1954 : Des monstres attaquent la ville (Them!) de Gordon Douglas : Le sergent de Police Ben Peterson
- 1955 : Le Cri de la victoire (Battle Cry) de Raoul Walsh : MSgt. Mac / Le narrateur
- 1955 : Le Tigre du ciel (The McConnell Story) de Gordon Douglas : SSgt. / Maj. / Col. Ty 'Dad' Whitman
- 1955 : Oklahoma ! de Fred Zinnemann : Andrew Carnes
- 1955 : La Charge des tuniques bleues (The Last Frontier) de Anthony Mann : Gus
- 1956 : Face au crime (Crime in the Streets) de Don Siegel : Ben Wagner
- 1956 : Tu seras un homme, mon fils (The Eddy Duchin Story) de George Sidney : Lou Sherwood
- 1957 : The Young Don't Cry de Alfred L. Werker : Rudy Krist
- 1958 : En patrouille (The Deep Six) de Rudolph Maté : Commandeur Meredith
- 1958 : Les Années merveilleuses (en) (The Restless Years) de Helmut Käutner : Ed Henderson
- 1959 : Face of Fire (en) d'Albert Band : Monk Johnson
- 1960 : Qui était donc cette dame ? (Who was that lady ?)e de George Sidney : Harry Powell
- 1964 : Dans la peau d'un Noir (en) (Black Like Me) de Carl Lerner : John Finley Horton
- 1967 : Chuka le redoutable (Chuka) de Gordon Douglas : Lou Trent
- 1967 : L'Or des pistoleros (Waterhole#3) de William A. Graham : Capt. Shipley
- 1968 : Nobody's Perfect (en) d'Alan Rafkin : Capt. Mike Riley
- 1968 : La Planète des singes (Planet of the Apes) de Franklin J. Schaffner : Le président de l'Assemblée
- 1968 : Police sur la ville (Madigan) de Don Siegel : Chef Insp. Charles Kane
- 1968 : Le crime, c'est notre business (The Split) de Gordon Flemyng : Herb Sutro
- 1969 : Les Colts des sept mercenaires (Guns of the Magnificent Seven) de Paul Wendkos : Levi Morgan
- 1970 : Tora ! Tora ! Tora ! : Amiral William F. Halsey
- 1972 : Les Collines de la terreur (Chato's Land) de Michael Winner : Joshua Everette
- 1973 : Le Témoin à abattre (La Polizia incrimina la legge assolve) de Enzo G. Castellari : Commissaire Aldo Scavino
- 1973 : The Harrad Experiment de Ted Post : Philip Tenhausen
- 1974 : Il venditore di palloncini (it) de Mario Gariazzo : Antonio
- 1974 : Where the Red Fern Grows (en) de Norman Tokar : Grandpa
- 1975 : Give 'em Hell, Harry! de Steve Binder : President Harry S. Truman
- 1977 : L'Œuf du serpent (The Serpent's Egg) de Ingmar Bergman : Le prêtre
- 1978 : Bully: An Adventure with Teddy Roosevelt de Peter H. Hunt : Teddy Roosevelt
- 1980 : De plein fouet (The First Deadly Sin) de Brian G. Hutton : Dr Sanford Ferguson
- 1985 : Zoo Ship (Voix)
- 1985 : Les Aventures de Mark Twain (The Adventures of Mark Twain) : Mark Twain (Voix)
- 1987 : Cinglée (Nuts) de Martin Ritt : Juge Stanley Murdoch
- 1990 : Old Explorers (en) de Bill Pohlad (en) : Leinen Roth
- 1994 : Les Évadés (The Shawshank Redemption) de Frank Darabont : Brooks Hatlen
- 1997 : Relic (The Relic) de Peter Hyams : Dr Albert Frock
- 2000 : Here's to Life! : Gus Corley
- 2001 : The Majestic de Frank Darabont : Stan Keller

### Télévision
- 1954 et 1956 : Schlitz Playhouse of Stars (série télévisée) : Tommy McDermott / Joe Benson
- 1954 et 1957 : The Ford Television Theatre (en) (série télévisée) : Joe Green / Danny Cochran
- 1955 : Crossroads (série télévisée) : Chaplain
- 1955 : Damon Runyon Theater (série télévisée) : Starker
- 1956 : Playwrights '56' (en) (série télévisée) : David
- 1956 : Kraft Television Theatre (série télévisée) : Sénateur Edmund G. Ross
- 1956 : Studio One (série télévisée) : Sam
- 1956 : Chevron Hall of Stars (série télévisée) : March
- 1956-1957 : Climax! (série télévisée) : Stash Prohaska / Tom Miller
- 1957 : Panic! (série télévisée) : Père Dolan
- 1957 : The Alcoa Hour (série télévisée) : Warden Lightfoot
- 1957-1959 : Playhouse 90 (série télévisée) : Capt. Miles Shay / Guy Cato / Major Abe Kasner / Mr. Anderson
- 1958 : La Grande Caravane (Wagon Train) (série télévisée) : Gabe Carswell
- 1958 : Decision (en) (série télévisée) : Danny Cochran
- 1958 : Alcoa Theatre (série télévisée) : Earl Sherwood
- 1959 : Westinghouse Desilu Playhouse (série télévisée) : Juge Lee Anderson
- 1960 : The Chevy Mystery Show (série télévisée) : Philip Selby
- 1960-1962 : The Law and Mr. Jones (série télévisée) : Abraham Lincoln Jones
- 1961 : Échec et mat (série télévisée) : Det. Lt. Dave Harker
- 1962 : Focus (série télévisée) : Lawrence Newman
- 1962-1963 : Rawhide (série télévisée) : Sergent Joe Duclos / Colonel John Macklin
- 1963 : Going My Way (série télévisée) : Dr Corden
- 1963 : Route 66 (série télévisée) : Ralph Vincent
- 1963 : Ben Casey (série télévisée) : Dr Donald Forrest
- 1963 : La Quatrième Dimension (série télévisée) : Capt. W.Benteen (Jeudi, nous rentrons à la maison,S04E16)
- 1963 : Les Voyages de Jaimie McPheeters (The Travels of Jaimie McPheeters) (série télévisée) : Foxy Smith
- 1963 : Le Jeune Docteur Kildare (série télévisée) : Henry Clay Kincaid
- 1963 : Arrest and Trial (en) (série télévisée) : Martin Burnham
- 1964 : Le Plus Grand Chapiteau du monde (The Greatest Show on Earth) (série télévisée) : Marsh
- 1964 : Death at the Stock Car Races (téléfilm) : Buck Larsen
- 1964 : Slattery's People (série télévisée) : Harry Sanborn
- 1964 : The Tenderfoot (téléfilm)
- 1964 : Death at the Stock Car Races (téléfilm) : Buck Larsen
- 1965 : L'Homme à la Rolls (Burke's Law) (série télévisée) : Joe Piante
- 1965 : Combat ! (Combat!) (série télévisée) : Hertzbrun
- 1965 : For the People (série télévisée) : Hillard Vance
- 1965 : Match contre la vie (Run for Your Life) (série télévisée) : Chef Jim Holland
- 1965-1966 : 12 O'Clock High (en) (série télévisée) : Col J. Paul Hartley / Col. Harry Connelly
- 1965 et 1973 : Gunsmoke (série télévisée) : Amos Campbell / Jim Forbes / Timothy Fitzpatrick
- 1966 : Les Monroe (The Monroes) (série télévisée) : Sergent Shanghai Blackmer
- 1966 : L'Homme des vallées perdues (Shane) (série télévisée) : Harry Himber
- 1966 : T.H.E. Cat (série télévisée) : Arnie Ludock
- 1966 : The Loner (série télévisée) : Doc Fritchman
- 1966-1967 et 1969-1970 : Le Virginien (The Virginian) (série télévisée) : Capt. Piper Pritican / Ezra Hollis / Carl Kabe / Marshal Krug
- 1966-1968 : La Grande Vallée (The Big Valley) (série télévisée) : Handy Random / Joshua Hawks / Tom Wills / Marshal Seth Campbell
- 1967 : Custer (série télévisée) : Eldo
- 1967 : Judd for the Defense (série télévisée) : John Patrick McKenna
- 1967 : Tarzan (série télévisée) : Cliff Stockwell
- 1967 : Les Envahisseurs (The Invaders) (série télévisée) : Harry Swain (épisode : équation : danger - quantity : unknown)
- 1968 : Bonanza (série télévisée) : John Postley
- 1968 : Cowboy in Africa (en) (série télévisée) : Ryan Crose
- 1969 : Les Règles du jeu (The Name of the Game) (série télévisée) : Dr Harry Roarke
- 1969 : My Friend Tony (série télévisée) : Prof. John Woodruff
- 1970 : The Challenge (en) (série télévisée) : Overman
- 1970 : Then Came Bronson (série télévisée) : Wilson Ford
- 1971 : If Tomorrow Comes (téléfilm) : Frank Phillips
- 1972 : Will Rogers' USA (téléfilm) : Will Rogers
- 1972-1973 : Temperatures Rising (série télévisée) : Dr Vincent Campanelli
- 1975 : Le Fantôme de Canterville (Canterville Ghost) (téléfilm) : Hiram B. Otis
- 1975 : L'Ultime combat (I Will Fight No More Forever) (téléfilm) : General Oliver O. Howard
- 1978 : The Word (en) (série télévisée) : George Wheeler
- 1979 : Comeback (série télévisée) : Hôte
- 1980 : The Golden Honeymoon (téléfilm) : Charley Tate
- 1980 : The White Shadow (série télévisée) : Jake Reeves
- 1980 : Rage! (téléfilm) : Borski
- 1980 : Mark, I Love You (téléfilm) : Dwight Hamilton
- 1984 : Celebrity (série télévisée) : Clifford Casey
- 1985 : George Burns Comedy Week (en) (série télévisée) : Ebenezer Scrooge
- 1985 : Riptide (série télévisée) : Ben Wilkenson
- 1987 : American Playhouse (série télévisée) : Joe Keller
- 1988 : Favorite Son (en) (série télévisée) : Président Sam Baker
- 1989 : Glory! Glory! (téléfilm) : Lester Babbitt
- 1990 : Haut comme le ciel (Sky High) (téléfilm) : Gus Johnson
- 1990 : Ray Bradbury présente (The Ray Bradbury Theater) (série télévisée) : Craig Bennett Stiles
- 1997 et 1999 : The Practice : Bobby Donnell et Associés (série télévisée) : Raymond Oz
- 1999 : Vote sous influence (Swing Vote) (téléfilm) : Daniel Morissey
- 2002 : A Ring of Endless Light (téléfilm) : Le grand-père
- 2003 : Mister Sterling (série télévisée) : Gouverneur William Sterling Sr
- 2003 : A Minute with Stan Hooper (série télévisée) : Dr Goldman
- 2007 : Les Experts (CSI: Crime Scene Investigation) (série télévisée) : Milton

## Distinctions
- Golden Globes 1950 : Golden Globe du meilleur acteur dans un second rôle pour Bastogne